# Dauzat-sur-Vodable
Dauzat-sur-Vodable – miejscowość i gmina we Francji, w regionie Owernia-Rodan-Alpy, w departamencie Puy-de-Dôme.
Według danych na rok 1990 gminę zamieszkiwało 77 osób, a gęstość zaludnienia wynosiła 5 osób/km² (wśród 1310 gmin Owernii Dauzat-sur-Vodable plasuje się na 763. miejscu pod względem liczby ludności, natomiast pod względem powierzchni na miejscu 620.).